# VLF Brandenburg
Der Verband für Landentwicklung und Flurneuordnung Brandenburg (VLF Brandenburg) entstand gemäß §26 a ff FlurbG am 11. April 2000 durch den freiwilligen Zusammenschluss von 16 Teilnehmergemeinschaften. Der VLF Brandenburg ist eine Körperschaft des öffentlichen Rechts.

## Aufgaben
Laut §18 FlurbG nimmt die Teilnehmergemeinschaft (TG), zu der die beteiligten Grundstückseigentümer und Erbbauberechtigten zusammengeschlossen werden, die gemeinschaftlichen Angelegenheiten eines Verfahrens wahr. Dabei hat sie insbesondere die gemeinschaftlichen Anlagen herzustellen und zu unterhalten. Darüber hinaus ist sie für die Leistung und Forderung der im Verfahren festgesetzten Zahlungen verantwortlich. Die Teilnehmergemeinschaft ist somit weitgehend Trägerin des Verfahrens, da sie letztlich alle nicht der Flurbereinigungsbehörde obliegenden Aufgaben zu erfüllen hat.
Damit diese sehr komplexen Aufgaben effizient, schnell und kostengünstig umgesetzt werden können, sieht § 26 a FlurbG die Bildung von Verbänden der Teilnehmergemeinschaften vor. 
Während die Aufgaben der einzelnen Teilnehmergemeinschaften durch ehrenamtlich tätige Vorstandsmitglieder erledigt werden, steht dem Verband fachkundiges Personal zur Verfügung, das die Beschlüsse der einzelnen Teilnehmergemeinschaften vollzieht. Der überwiegende Verwaltungsaufwand, für den die TG zuständig ist, wird auf den Verband übertragen. Der VLF ist als Dachverband immer Dienstleister für seine Mitglieder. Beschlussfassungen der Mitgliedsteilnehmergemeinschaften wie z. B. über den Zeitpunkt und die Höhe der Erhebung von Geldforderungen oder die Vergabe der Bauleistungen bleiben wie bisher in der Verantwortung des TG-Vorstandes. Am ehesten lässt sich das Modell, das dem VLF zugrunde liegt, mit einer Amtsgemeinde vergleichen: die TG-Vorstände sind die jeweiligen Gemeindevertretungen, der VLF die Amtsverwaltung.

## Organisation

### Organe

#### Mitgliederversammlung
Die Mitgliederversammlung ist das höchste Organ des VLF Brandenburg. Sie besteht aus den Mitgliedern, d. h. den dem vlf beigetretenen Teilnehmergemeinschaften. Die Mitglieder werden durch ihre Vorstandsvorsitzenden oder im Falle seiner Verhinderung durch seinen Stellvertreter oder, falls auch dieser verhindert ist, durch ein anderes bevollmächtigtes Vorstandsmitglied vertreten.

#### Vorstand
Die Gemeinschaft der Mitglieder des VLF Brandenburg wird nach außen durch den Vorstand vertreten. Der Vorstand besteht aus der Vorstandsvorsitzenden und den weiteren gewählten Vorstandsmitgliedern. Wählbar ist nur ein Vorstandsmitglied einer Teilnehmergemeinschaft. Der Vorstand besteht aus sechs Mitgliedern, deren sechs Stellvertreter an den Vorstandssitzungen mit beratender Stimme teilnehmen können.

### Geschäftsstelle

#### Geschäftsführer
Die Geschäftsstelle wird geleitet von der Geschäftsführerin Constanze Grimberg. Diese unterstützt die Verbandsvorsitzende und den Vorstand in ihren Aufgaben. Die Geschäftsführerin sorgt für den Vollzug der Beschlüsse der Verbandsorgane. Sie erledigt die laufenden Geschäfte in eigener Zuständigkeit. An den Sitzungen der Verbandsorgane nimmt dir Geschäftsführerin beratend ohne Stimmrecht teil. Die Geschäftsführerin ist Dienstvorgesetzte aller Beschäftigten des Verbandes. Der Verband gliedert sich in drei Regionen. Der vlf Brandenburg hat neben der Geschäftsstelle in Potsdam vier weitere Niederlassungen in Kyritz, Angermünde, Calau und Herzberg.

### Mitglieder

#### Region Ost
TG Alt Tucheband,
TG Dolgelin,
TG Birkholz,
TG Beeskow-Ost,
TG Friedland,
TG Groß Neuendorf/Ortwig,
TG Jahnsfelde,
TG Reitwein/Rathstock/Podelzig,
TG Wriezen-Bad Freienwalde,
TG Sachsendorf-Seelow Ost,
TG Reichenwalde,
TG Östlicher Schwielochsee,
TG Dedelow-Uckerniederung,
TG Biesenbrow,
TG Brodowin,
TG Casekow,
TG Damme/Falkenwalde A20,
TG Dorfentwicklungsverfahren Falkenwalde,
TG Groß Pinnow,
TG Hohenselchow,
TG Neulewin,
TG Randow-Bruch,
TG Schönfeld,
TG Schönermark,
TG Storkow,
TG Unteres Odertal,
TG Vierraden,
TG Passow

#### Region Süd
TG Baruth,
TG Breiter Graben,
TG Burg,
TG Cottbus-Nord,
TG Greifenhain,
TG Gräbendorf,
TG Görlsdorf,
TG Hammergraben,
TG Jänschwalde,
TG Kasel-Golzig,
TG Klein Schluzendorf,
TG Kleinleipisch,
TG Kostebrau,
TG Kölsa,
TG Lauchhammer,
TG OU Luckau,
TG Meuro,
TG Oberer Landgraben,
TG Priorgraben,
TG Seenkette,
TG Seese-Ost,
TG Seese-West,
TG Schlabendorf Süd,
TG Schlabendorf / Zinnitz,
TG Schraden I,
TG Schwarzheide,
TG Spreebogen,
TG Spreewald I,
TG Welzow-Süd,
TG Wiederau,
TG Willmersdorf / Maust,
TG Wittmannsdorf,

#### Region West
TG Bensdorf, 
TG Bochow,
TG Bornim,
TG Dahme,
TG Dahnsdorf,
TG Damsdorf,
TG Dippmannsdorf,
TG Drewitzer Nuthewiesen,
TG Glindow,
TG Große Grabenniederung,
TG Jerchel,
TG Kloster Zinna,
TG Krahne,
TG Neuholland,
TG Riebenersee-Nieplitz Niederung,
TG Schmergow,
TG Strodehne,
TG Tietzow,
TG Oehna,
TG Warchau/Gollwitz,
TG Wusterwitz,
TG Betzin,
TG Freyenstein,
TG Groß Lüben,
TG Halenbeck,
TG Kietz,
TG Kuhblank,
TG Lenzen/Elbtalaue,
TG Lentzke,
TG Lichtenberg/Karwe,
TG Meyenburg,
TG Mödlich,
TG Pirow,
TG Pirow-Land,
TG Ribbeck/Zabelsdorf,
TG Stüdenitz,
TG Tarmow,